# Липский, Юзеф
Юзеф Ли́пский (пол. Józef Lipski; 5 июня 1894, Бреслау — 1 ноября 1958, Вашингтон) — польский дипломат. В 1934—1939 годах занимал должность посла в Германии, в этом качестве играл ключевую роль во внешней политике Польши перед Второй мировой войной.

## Дипломатическая карьера
Липский получил юридическое образование в Лозаннском университете. Во время Первой мировой войны работал в юридической секции Польского национального комитета в Париже. С июня 1919 по 1 января 1922 года занимал должность секретаря представительства Польской Республики в Лондоне, затем выполнял ту же функцию в Париже и Берлине. С 1925 года заместитель начальника немецкого отдела Западного политического департамента МИД Польши, с 1928 начальник отдела. С 3 июля 1933 г. министр-посланник, а после повышения уровня дипломатического представительства, с 29 октября 1934 г. — чрезвычайный и полномочный посол Польши в Берлине. В этом качестве он 26 января 1934 года подписал с Константином фон Нейратом немецко-польский договор о ненападении. Липского считали проводником идеи польско-немецкой разрядки, которая в конечном счёте была реализацией идеи Пилсудского о политике «равных расстояний» между Польшей и СССР. При этом лично Липский не был германофилом, скорее он был весьма подозрительно настроен к немцам и нацистам: известно, что на совещании в МИДе в 1932 году он с тревогой говорил о том что в НСДАП начинает преобладать «прусский дух», то есть дух германской милитаристской традиции.

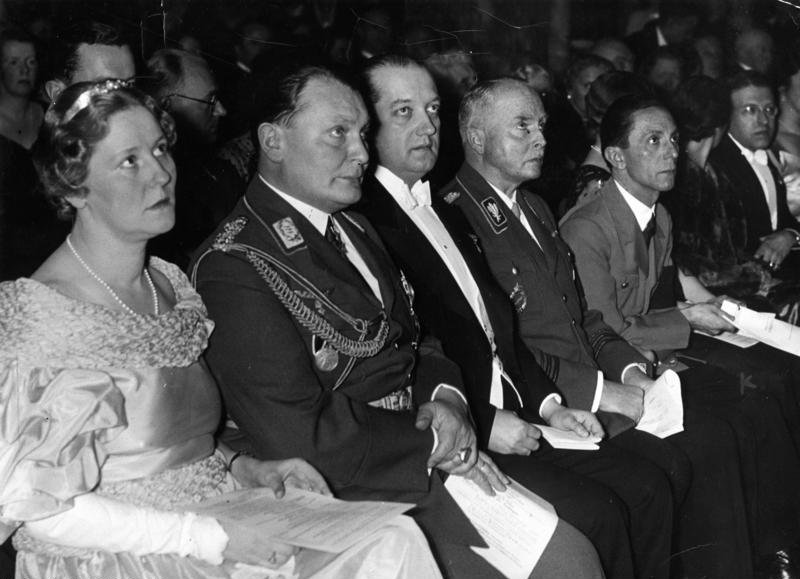
Эмми Зоннеманн, Герман Геринг, Юзеф Липский, Карл Эдуард, герцог Саксен-Кобург-Готский, и Йозеф Геббельс на открытии Немецко-польского института. Февраль 1935 года

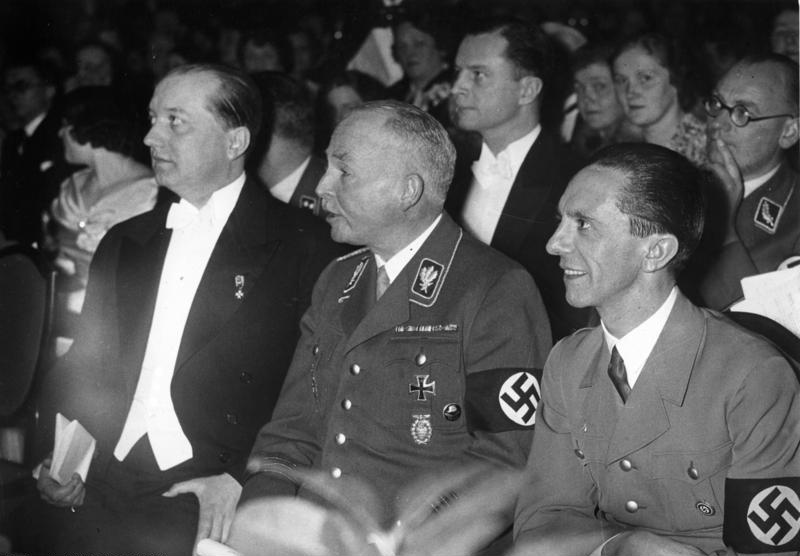
Юзеф Липский, Карл Эдуард, герцог Саксен-Кобург-Готский, и Йозеф Геббельс (1935)

## Канун Второй мировой войны
24 октября 1938 года в резиденции Гитлера в Берхтесгадене министр иностранных дел Рейха Иоахим фон Риббентроп предъявил Липскому требование, чтобы Польша согласилась на аннексию Германией вольного города Данциг, на что Липский дал Риббентропу решительный отказ. 
За несколько дней до вторжения Германии в Польшу Липский, игнорируя настояния британской дипломатии, отказался встать с постели, чтобы встретиться с Риббентропом и выслушать последние требования Германии в отношении Польши. По мнению А.Дж. П.Тейлора, этот случай иллюстрирует отношение польского МИДа к тактике Гитлера наращивать требования и повышать ставки: Тем не менее, уступив давлению Британии, уже 31 августа (то есть буквально накануне войны) Липский позвонил Риббентропу и попросил о встрече. Но Риббентроп отказал, узнав, что Липский будет на ней лишь в обычном качестве посла, а не уполномоченного представителя. На следующий день Германия напала на Польшу.

## Участие во Второй мировой войне
С началом Второй мировой войны Липский через нейтральные страны выехал в Польшу, откуда бежал 18 сентября (после советского вторжения) и пробрался во Францию, где добровольцем вступил в 1-ю польскую гренадерскую дивизию и, окончив кадетское училище в Кам-де-Коэткидан, принял участие в войне в чине пехотного поручика. В Эльзасе был взят немцами в плен, бежал и добрался до Англии. 26 июня 1941 года он был утверждён политическим секретарём в Кабинете Верховного главнокомандующего и министра по военным делам (польском правительстве в изгнании). Во время итальянской кампании он находился в армии Андерса, с которым его связывала личная дружба, часто «сбегал» на передовую и был одним из первых, кто вошёл в Анкону. 19 марта 1945 года, уже в чине майора, он был переведён из корпуса пехотных офицеров в корпус кавалерийских офицеров.

## После войны
После окончания военной службы он был президентом Польского клуба западных территорий в изгнании. В 1947 году он эмигрировал в США, где представлял польское правительство в изгнании. Отчёты о его миссии в Берлине были опубликованы Вацлавом Йенджеевичем.

## Липский и «еврейский вопрос»
В 1938 году состоялось очередное обсуждение франко-польского проекта переселения евреев из Европы с участием лидеров нацистской Германии Ю. Штрайхером, Г. Герингом, А. Розенбергом, И. Риббентропом. В это время примерно 10% евреев, находившихся на территориях контролируемых Германией, были польскими гражданами. Посол Польши в Германии Юзеф Липский заявил о нежелании его страны принимать их обратно, и польское правительство постановило, что владельцам польских паспортов не будет разрешено возвратиться на родину за исключением особых случаев. 
20 сентября 1938 года Липский отправил донесение Министру иностранных дел Юзефу Беку о беседе с Гитлером в Оберзальцберге, где, в частности, Гитлер затронул «еврейский вопрос». В тот момент Гитлер ещё был далёк от идеи физического уничтожения евреев и свои планы по его «разрешению» рассматривал в рамках так называемого «африканского проекта» (идеи создания еврейского государства в Африке), увязывал с претензиями Германии на возвращение утерянных после Первой мировой войны африканских колоний и формулировал следующим образом: «Если бы со стороны западных держав к требованиям Германии в колониальном вопросе было проявлено больше понимания, то тогда он, фюрер, возможно, предоставил бы для решения еврейского вопроса какую-либо территорию в Африке, которую можно было бы использовать для поселения не только немецких, но и польских евреев».
Это корреспондировало с политикой польского правительства, которое с 1935 г. обсуждало с властями Франции и с привлечением палестинских сионистов план переселения польских евреев на Мадагаскар. Липский выразил одобрение словам Гитлера. В своём отчёте Липский пишет: «…его (Гитлера) осенила мысль о решении еврейской проблемы путем эмиграции в колонии в согласии с Польшей, Венгрией, а может быть и Румынией (тут я ответил, что если это найдет свое разрешение, мы поставим ему прекрасный памятник в Варшаве…)».
По словам польского историка Мариуша Волоса, Липский поддерживал польских граждан еврейской национальности, осенью 1938 года депортированных из Германии, и благодаря его вмешательству Гитлер разрешил польским евреям временно вернуться в Германию для улаживания своих дел. Изучение обширного архива Липского не показывает в нём никаких следов антисемитизма.

## Оценки
По словам комиссара Лиги Наций в вольном городе Данциге Карла Якоба Буркхардта, Липский был «человеком польско-немецкой разрядки, одним из наиболее информированных послов в Берлине в то время».

## Липский в российско-польской политической полемике начала XXI века
19—24 декабря 2019 года президент России Владимир Путин подверг критике принятую по инициативе Польши и Литвы резолюцию Европарламента от 19 сентября 2019 «О важности сохранения исторической памяти для будущего Европы», в которой непосредственной причиной Второй мировой войны было названо подписание пакта Молотова — Риббентропа. Он напомнил, что Польша была одной из первых стран, заключивших ещё в 1934 году пакт Пилсудского — Гитлера, что произошло в бытность Липского послом. По мнению Путина, Гитлер в разговоре с Липским «прямо сказал, что у него есть идея выслать евреев в Африку в колонии… на вымирание, на уничтожение»; Липский же «полностью солидаризировался с Гитлером в его антисемитских настроениях и, более того, за издевательство над еврейским народом пообещал поставить Гитлеру памятник в Варшаве». «Сволочь, свинья антисемитская, по-другому сказать нельзя» — эмоционально заявил он о Липском.
Глава Федерации еврейских общин России Александр Борода поддержал оценку Липского Путиным: «Очень искреннее и человечное заявление…. От имени еврейской общины России мы можем выразить только глубокую признательность за такой эмоциональный и праведный отклик на обнародование новых фактов касательно поддержки со стороны Польши политики Германии в 1930—1940-е гг.». В то же время председатель Союза еврейских общин Польши Клара Колодзейская-Полтын и главный раввин Польши Михаэль Шудрих осудили высказывания В. В. Путина: «Одновременно, когда Третий рейх изгнал тысячи польских евреев в 1938 году, польские дипломаты, включая лично посла в Лейпциге, оказали им поддержку. Обвинять его в антисемитизме по единственному предложению, вырванному из контекста, крайне безответственно».
Посол Израиля в Польше Александр Бен Цви на вопросы польских журналистов, о том, прав ли Путин, почему он это делает и почему он это сказал, ответил, что об этом следует спросить самого Путина. «Мне сильно не нравится, что политики используют какие-то вещи для своих манёвров. Если есть проблемы, исторический спор, то мы должны оставить это историкам» — заявил он.
На Западе это было расценено как «повышение ставок в войне слов с Европой». В Польше высказывания Путина были расценены как часть полонофобской пропагандистской кампании, ведущейся президентом России, и как составная часть его попыток выстроить исторический нарратив, обеляющий роль СССР в предвоенных событиях, а также как попытку «спровоцировать ещё один польско-еврейский скандал». Польский историк Кшиштоф Рак подчеркнул, что речь (вопреки словам Путина) не могла идти о физическом уничтожении евреев, которое сам Гитлер в 1938 году отнюдь не планировал, но только о переселении их в африканские колонии. Историк Института национальной памяти Славомир Ценкевич охарактеризовал Липского как «хорошего дипломата» и порекомендовал Путину «отвалить» от него, другой польский историк, Мариуш Волос, подробно рассмотрев биографию Липского, расценил высказывание Путина как «вздор и фальсификацию истории».